# 市野々駅
市野々駅（いちののえき）は、福井県吉田郡永平寺町市野々にあった京福電気鉄道永平寺線の鉄道駅である。

## 歴史
- 1930年（昭和5年）4月20日：永平寺鉄道により荒谷駅（あらたにえき）として開業。
- 1939年（昭和14年）11月15日：市野々駅に改称。
- 1944年（昭和19年）12月1日：京福電気鉄道の永平寺鉄道合併により、同社の駅となる。
- 2001年（平成13年）6月25日：前日に発生した越前本線の衝突事故を受けての京福福井鉄道部全線運行休止により休止。
- 2002年（平成14年）10月21日：永平寺線東古市 - 永平寺間廃線に伴い廃駅。

## 駅構造

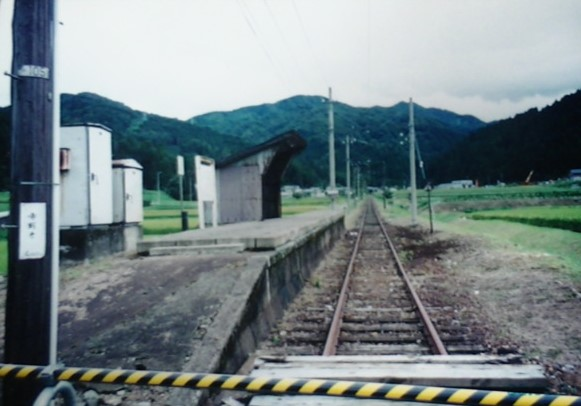
東古市（現・永平寺口）方から永平寺方面を望む（2001年8月 ※当時は営業休止中）

単式ホーム1面1線の無人駅。

## 隣の駅
京福電気鉄道
永平寺線
京善駅 - 市野々駅 - 永平寺駅